# Миннесота Юнайтед (2010—2016)
«Миннесо́та Юна́йтед» (англ. Minnesota United FC) — бывший американский профессиональный футбольный клуб из города Миннеаполис, штат Миннесота. Выступал в Североамериканской футбольной лиге (NASL), втором по силе футбольном чемпионате США и Канады. Чемпион NASL 2011 года.
С сезона 2017 года созданный на его основе клуб начал выступления в MLS, став 22-й франшизой лиги.

## История
7 января 2010 года «Нэшнл Спортс Сентер» (NSC) в городе Блейн объявил о создании новой команды вместо прекратившего существование клуба «Миннесота Тандер». 5 февраля вновь образованная команда получила официальное название «Эн Эс Си Миннесота» (NSC Minnesota), и неофициальное дополнение к нему — «Старз», также была представлена эмблема клуба. 10 февраля первым главным тренером команды был назначен Мэнни Лагос. 12 февраля клубом был подписан первый игрок, им стал бывший полузащитник «Миннесоты Тандер» Джонни Меньонгар. 11 апреля команда провела свою первую игру в истории, в которой проиграла «Ванкувер Уайткэпс» со счётом 0:2. Первый гол в истории клуба забил Дэниел Уоссон в следующем матче против «Каролины Рэйлхокс», который прошёл 16 апреля и закончился победой «звёзд» со счётом 1:0. В своём первом сезоне в переходной временной лиге D2 Pro League команда, одержав 11 побед, в том числе 4 подряд на финише регулярного сезона, сведя 7 игр вничью и потерпев 12 поражений, вышла в плей-офф, где была выбита в первом же в четвертьфинальном раунде «Каролиной Рэйлхокс», уступив со счётом 0:4 по сумме двух встреч.
Перед началом сезона 2011 года в Североамериканской футбольной лиге Федерация футбола США объявила о принятии новых требований к владельцам клубов второго дивизиона, согласно которым собственный капитал владельца клуба должен был составлять не менее $20 млн, «Нэшнл Спортс Сентер» не соответствовал этому критерию, и клуб перешёл в собственность самой Североамериканской футбольной лиги не более чем на три года. В том же сезоне клуб стал первым чемпионом NASL, обыграв в двухматчевом финале «Форт-Лодердейл Страйкерс».
10 января 2012 клуб объявил о изменении названия и представил новую эмблему. Из названия исчезла приставка «Эн Эс Си», а прозвище «Старз» стало частью официального наименования — клуб стал называться «Миннесота Старз». Регулярный сезон 2012 года клуб закончил на шестом месте, а в плей-офф дошёл до финала, где уступил в упорном двухматчевом противостоянии «Тампа-Бэй Раудис».
В начале ноября 2012 года команду приобрёл бизнесмен Билл Магуайр, бывший генеральный директор UnitedHealth Group. 5 марта 2013 года новое руководство команды объявило о переименовании клуба в «Миннесота Юнайтед» и продемонстрировало новый логотип. Сезон 2013 стал худшим в истории клуба — команда набрала наименьшее количество очков за период своего существования и впервые не смогла квалифицироваться в плей-офф.
В сезоне NASL 2014 клуб выиграл весеннюю часть чемпионата и стал победителем регулярного сезона в целом, но в плей-офф оступился сразу — в полуфинале против «Форт-Лодердейл Страйкерс», проиграв по пенальти. Игрок команды Кристиан Рамирес стал лучшим бомбардиром сезона с 20 голами, а также был назван лучшим молодым игроком лиги. В октябре Мигель Ибарра стал первым игроком NASL, вызванным в состав национальной сборной США, а по итогам сезона был признан MVP лиги.
В плей-офф сезона 2015 клуб вновь выбыл на стадии полуфинала, на этот раз проиграв «Оттава Фьюри» со счётом 1:2 в дополнительное время. В декабре 2015 года Мэнни Лагос был назначен спортивным директором клуба, а место главного тренера занял его бывший помощник Карл Крейг.
Финальный сезон команды, сезон 2016 года сложился неудачно — пробиться в плей-офф не удалось. Кристиан Рамирес вновь стал лучшим бомбардиром лиги, забив 18 голов.
25 марта 2015 года MLS объявила о присуждении 23-й франшизы лиги, которая должна была начать выступления с 2018 года, инвестиционной группе из Миннеаполиса во главе с владельцем клуба «Миннесота Юнайтед» Биллом Магуайром. 19 августа 2016 года стало известно, что дата вступления нового клуба в лигу сдвинута на 2017 год.

## Стадион
«Миннесота Юнайтед» проводила свои домашние матчи в мультиспортивном комплексе «Нэшнл Спортс Сентер», вмещающем 8500 зрителей. Стадион расположен в Блейне, северном пригороде Миннеаполиса.
Большую часть весеннего сезона 2013 года клуб провёл на стадионе «Метродоум» в Миннеаполисе.

## Состав на момент расформирования
Источник: Minnesota United FC (NASL) - Club's profile (англ.). Transfermarkt. Дата обращения: 14 ноября 2016. Архивировано 14 ноября 2016 года.

| №  |                | Поз. | Имя                                                 | Год рождения |
| -- | -------------- | ---- | --------------------------------------------------- | ------------ |
| 1  | Флаг США       | Вр   | Эрон Перес                                          | 1986         |
| 2  | Флаг США       | Защ  | Джастин Дэвис                                       | 1988         |
| 3  | Флаг США       | Защ  | Джеб Бровски                                        | 1988         |
| 4  | Флаг США       | ПЗ   | Эрон Питчколан                                      | 1983         |
| 5  | Флаг Бразилии  | Защ  | Тьяго Калвано                                       | 1981         |
| 6  | Флаг США       | Защ  | Брент Коллман                                       | 1990         |
| 7  | Флаг Бразилии  | ПЗ   | Ибсон                                               | 1983         |
| 8  | Флаг США       | Нап  | Дэнни Крус                                          | 1990         |
| 9  | Флаг Венесуэлы | Нап  | Бернардо Аньор (в аренде из «Спортинг Канзас-Сити») | 1988         |
| 10 | Флаг США       | Нап  | Бен Спис                                            | 1991         |
| 11 | Флаг Бразилии  | Нап  | Стефано                                             | 1991         |
| 12 | Флаг Гаити     | Вр   | Стюард Сёс                                          | 1987         |
| 13 | Флаг США       | ПЗ   | Джейми Уотсон                                       | 1986         |

| №  |                | Поз. | Имя                                        | Год рождения |
| -- | -------------- | ---- | ------------------------------------------ | ------------ |
| 14 | Флаг Шотландии | ПЗ   | Джек Блейк                                 | 1994         |
| 15 | Флаг Гамбии    | Нап  | Исмаила Джоме                              | 1994         |
| 17 | Флаг Ямайки    | ПЗ   | Лэнс Лэнг                                  | 1988         |
| 18 | Флаг Бразилии  | Нап  | Даниэл Мендес                              | 1981         |
| 21 | Флаг США       | Нап  | Кристиан Рамирес                           | 1990         |
| 22 | Флаг США       | Защ  | Кевин Венегас                              | 1989         |
| 23 | Флаг США       | ПЗ   | Грег Джордан                               | 1990         |
| 24 | Флаг Германии  | Вр   | Кристиан Нихт                              | 1982         |
| 29 | Флаг США       | Нап  | Джей Си Бэнкс                              | 1989         |
| 31 | Флаг Ямайки    | Защ  | Дэмион Лоу (в аренде из «Сиэтл Саундерс»)  | 1993         |
| 33 | Флаг Камеруна  | Вр   | Самми Н’Джок                               | 1990         |
| 37 | Флаг США       | Защ  | Крис Клют (в аренде из «Портленд Тимберс») | 1990         |
| 77 | Флаг Бразилии  | ПЗ   | Жулиано                                    | 1981         |

## Главные тренеры
- Мэнни Лагос (2010—2015)
- Карл Крейг (2016)

## Достижения
- Чемпион Североамериканской футбольной лиги (1): 2011
  - Финалист: 2012
- Победитель регулярного сезона Североамериканской футбольной лиги (1): 2014